# Moosmühlbach (Moosgraben)
Als Moosmühlbach (früher Moosbach) werden zwei Bachabschnitte in Straubing und im Landkreis Straubing-Bogen bezeichnet, die in Summe knapp vier Kilometer lang sind und jeweils in den Moosgraben münden.

## Verlauf

### Oberlauf
Der Oberlauf des Moosmühlbach mit der Gewässerkennziffer 157244 beginnt im Alburger Moos beim Tiergarten Straubing etwa fünfzig Meter westlich der Kreisstraße SRs 21 als Abfluss einer Teichanlage. Gut sechshundert Meter erfolgt der Verlauf in Richtung Westen als Begleitgewässer eines Wirtschaftsweges am rechten Ufer. An einem alten Absperrbauwerk mit Straßendurchlaß kommt der ursprüngliche Oberlauf des Moosmühlbachs, der nur noch ein Rinnsal ist, entgegen. Der Abfluss beider Teilabschnitte erfolgt nach Norden über einen namenlosen linearen 260 Meter langen Graben, der auch die Gewässerkennzahl 157244 trägt, hin zum Moosgraben.

### Unterlauf
Der Unterlauf des Moosmühlbach mit der Gewässerkennziffer 15728 beginnt im Alburger Moos beim Tiergarten Straubing. Der Verlauf erfolgt grobmaßstäbich nach Osten durch den Tiergarten, den Straubinger Stadtpark zum ehemaligen Standort der Moosmühle. Vom Pulverturm kommt ihm hier ein Abschnitt des Moosmühlbachs entgegen. Der Abfluss erfolgt nach Norden über einen namenlosen Graben östlich vorbei am Eisweiher hin zum Moosgraben.

## Geschichte
Der historische Verlauf des Moosmühlbachs wurde 1431 angelegt. Er verlief  von Rinkam kommend durchgängig nach Osten über das heutige Gelände des Tierparks und Frauenbründl zur namensgebenden Moosmühle und anschließend nördlich des Pulverturms vorbei in den Stadtteil Unterm Rain, wo er das Bohrwerk der Glockengießerei und die Walkmühle antrieb.  Nahe der Fronfeste mündete er in den Moosgraben. Eine der baulichen Veränderungen, sicher nach Schließung der Moosmühle, leitete später den von Rinkam kommenden Oberlauf nordwestlich von Einhausen nach Norden in Richtung des Moosgrabens ab. Später wurde der verbliebene Verlauf ungefähr an der westlichen Begrenzung des Tiergartens in zwei Abschnitte getrennt, den jetzigen Oberlauf und Unterlauf. Hierbei wurde die Fließrichtung des neuen Oberlaufs in Richtung West umgekehrt und ein neuer Abfluss des Oberlaufs in Richtung zum Moosgraben geschaffen. Auch beim Unterlauf kehrte man die Fließrichtung des letzten Abschnitts um, der jetzt vom Pulverturm kommend bei der ehemaligen Moosmühle nach Norden durch den Alfred-Dick-Park zum Moosgraben abgeleitet wird.